# يمينة ماشكرة
يمينة ماشكرة (1949- 2013)، هي كاتبة واخصائية نفسية جزائرية.

## حياتها المبكرة
ولدت يمينة عام 1949 في مسكيانة في شمال الأوراس. وفي سن التاسعة، بدأت الكتابة بتدوين الملاحظات في كتيب صغير والذي نما مع مرور الوقت. تتميز طفولتها بحدث بارز وهو تعرض والدها للتعذيب من قبل الفرنسيين خلال ثورة التحرير الجزائرية أمام عينيها، حيث جردوه من من ملابسه في الشوارع وعلقوه على فوهة دبابة. لا يعرف عن حياتها سوى القليل، على الرغم من أن كاتب ياسين كتب في مقدمة كتابها أن كان لديها « حياة قاسية ومضطربة».

## مهنتها
بدأت كتابة روايتها الأولى في عام 1973، عندما كان تدرس الطب النفسي في جامعة الجزائر. وخصصت لها أطروحة جامعية في الأدب لأبوليوس. وفي العاصمة الجزائرية، التقت كاتب ياسين قبل مغادرته متوجها إلى روما وباريس. فهي تتبع أسلوب ياسين في الكتابة، والذي قدم لها المشورة والتوجيه. فقد كانت في حاجة إلى إعادة الكتابة ثلاث مرات لإنهاء كتابها الأول «انفجار الكهف» والتي نشرت في عام 1979. وقالت يمينة أن المرأة هي مصدر إلهام الأمة والدولة الإستقلالية.
ولقد واصلت الكتابة خلال السنوات اللاحقة، ولكن لم تنشر شيئا. في عام 1997، كانت تعالج صبي صغير كطبيب نفسي، ومن هنا استوحت كتابة روايتها الثانية  العريس، والتي نشرت في عام 1999. هي أيضا من المؤلفين الملتزمين الذين أيدوا أهمية الثورة الثقافية في الجزائر في عملية إنهاء الاستعمار.

## وفاتها
توفيت في العاصمة الجزائرية يوم 19 مايو 2013، عن عمر يناهز ال 64 عاما بعد صراع طويل مع المرض. وفي 20 مايو 2013، عقد نصب تذكاري في قصرالثقافة، ودفنت في نفس اليوم في مقبرة سيدى يحي.

## أعمالها
- المراة الكاتبة.
- انفجار الكهف، في 1979.[4]
- العريس، في 1999.[5]